# Kąt (Stawiany)
Kąt – część wsi Stawiany w Polsce, położona w województwie świętokrzyskim, w powiecie pińczowskim, w gminie Kije.
W latach 1975–1998 Kąt administracyjnie należał do województwa kieleckiego.